# Ragnarök Online
Ragnarök Online (em coreano: 라그나로크 온라인) é um MMORPG desenvolvido pela empresa sul-coreana Gravity Corp. Os cenários do jogo foram baseados, inicialmente, no manhwa Ragnarök de Lee Myung-Jin.
Ragnarök Online foi o primeiro jogo online coreano a ser exportado com sucesso a outros países. No Brasil, foi o primeiro MMORPG traduzido oficialmente para a língua portuguesa, rodado em servidores nacionais, com planos de pagamento em Real, tendo se tornado um game com servidores gratuitos e pagos, com um sistema de microtransações e um sistema de servidor VIP.  Estima-se que tenha possuído mais de 25 milhões de assinantes no mundo em 2011.

## Interface
O jogo mistura gráficos com personagens bidimensionais (sprites) a cenários tridimensionais (3D). Para movimentar o personagem e conversar com NPCs utiliza-se o mouse, enquanto o teclado é usado para execução de habilidades (de acordo com os atalhos, que podem ser modificados) e para comunicação com outros jogadores. É possível visualizar o nome, a guild e a party de um personagem ao passar o ponteiro do mouse sobre ele.
A tela de jogo apresenta uma "janela principal" composta de um menu com o desenvolvimento, o nome do personagem, sua classe, o HP, o SP, o peso em itens e o dinheiro do personagem. Existe também uma barra de atalhos que representam as teclas do F1 ao F9, podendo ser expansível em até quatro linhas. O jogador pode configurar seus itens, equipamentos e suas habilidades que serão usadas nele. Também existe uma barra de chat, que permite o jogador se comunicar publicamente com outros personagens presentes no mesmo mapa, ou privadamente com qualquer outro jogador, com os membros da guild, da party, e amigos. É possível alterar o "tema" das janelas utilizando skins.
Ao lado direito, são mostrados símbolos que indicam estado do personagem, como buffs ou status negativos. Ao passar o mouse no buff, é possível obter mais detalhes sobre e sua duração. Ao passar de nível de base ou classe, aparece um ícone no canto inferior esquerdo da tela, que funciona como atalho para suas respectivas janelas.
Também existe o Battle Mode (Modo de Batalha) que permite o uso, além do F1 ao F9, o uso do teclado para utilizar as habilidades. Com a Renovação, é possível modificar as teclas de sua preferência.

## Mecânica do jogo

### Criação e customização do personagem
Ao criar um personagem é possível escolher um nome, e cor e estilo do cabelo. É possível alterar sua aparência utilizando equipamentos para a cabeça,como chapéus. Enquanto os avatares do personagem variam de classe para classe. O sexo do personagem é determinado ao criar a conta, e geralmente é o mesmo do usuário, devido à limitações técnicas e à política da Gravity.

### Desenvolvimento do personagem
O desenvolvimento do personagem é avaliado de duas formas: o Base level (Nível de Base[ligação inativa]) e Job level (nível de classe). O primeiro, é fixo, e indica o nível do personagem; se inicia do nível 1, e tem como limite 175. Cada vez que um personagem passa de nível de base, ele recebe alguns pontos para distribuir livremente entre seus atributos. O segundo, nível de classe, indica o nível atual da profissão do personagem. Cada vez que o personagem passa de nível de classe, recebe um ponto para adquirir uma habilidade, ou um nível de habilidade. Esta possui diferentes limites, dependendo da classe.
Para subir os níveis de um personagem, o jogador deve adquirir EXP (pontos de experiência), que são recebidas, principalmente, ao derrotar monstros. Existem também quests, que ao serem completadas dão EXP ao jogador.

### Sistema de classes
| Classe Inicial   | Classe Inicial   | Classe Inicial | Classe Inicial | Classe Inicial    | Classe Inicial    | Classe Inicial  | Classe Inicial  | Classe Inicial | Classe Inicial | Classe Inicial | Classe Inicial | Classe Inicial | Classe Inicial | Classe Inicial | Classe Inicial | Classe Inicial |
| ---------------- | ---------------- | -------------- | -------------- | ----------------- | ----------------- | --------------- | --------------- | -------------- | -------------- | -------------- | -------------- | -------------- | -------------- | -------------- | -------------- | -------------- |
| Aprendiz         |                  |                |                |                   |                   |                 |                 |                |                |                |                |                |                |                |                |                |
| Classe 1-1       |                  |                |                |                   |                   |                 |                 |                |                |                |                |                |                |                |                |                |
| Espadachim       | Espadachim       | Mago           | Mago           | Arqueiro          | Arqueiro          | Mercador        | Mercador        | Gatuno         | Gatuno         | Noviço         | Noviço         | Taekwon        | Taekwon        |                |                |                |
| Classe 2-1       |                  |                |                |                   |                   |                 |                 |                |                |                |                |                |                |                |                |                |
| Cavaleiro        | Cavaleiro        | Bruxo          | Bruxo          | Caçador           | Caçador           | Ferreiro        | Ferreiro        | Mercenário     | Mercenário     | Sacerdote      | Sacerdote      | Mestre Taekwon | Mestre Taekwon |                |                |                |
| Classe 2-2       |                  |                |                |                   |                   |                 |                 |                |                |                |                |                |                |                |                |                |
| Templário        | Templário        | Sábio          | Sábio          | Bardo             | Odalisca          | Alquimista      | Alquimista      | Arruaceiro     | Arruaceiro     | Monge          | Monge          | Espiritualista | Espiritualista |                |                |                |
| Transclasse 2-1  |                  |                |                |                   |                   |                 |                 |                |                |                |                |                |                |                |                |                |
| Lorde            | Lorde            | Arquimago      | Arquimago      | Atirador de Elite | Atirador de Elite | Mestre-Ferreiro | Mestre-Ferreiro | Algoz          | Algoz          | Sumo-Sacerdote | Sumo-Sacerdote |                |                |                |                |                |
| Transclasse 2-2  |                  |                |                |                   |                   |                 |                 |                |                |                |                |                |                |                |                |                |
| Paladino         | Paladino         | Professor      | Professor      | Menestrel         | Cigana            | Criador         | Criador         | Desordeiro     | Desordeiro     | Mestre         | Mestre         |                |                |                |                |                |
| Classe 3-1       |                  |                |                |                   |                   |                 |                 |                |                |                |                |                |                |                |                |                |
| Cavaleiro Rúnico | Cavaleiro Rúnico | Arcano         | Arcano         | Sentinela         | Sentinela         | Mecânico        | Mecânico        | Sicária        | Sicária        | Arcebispo      | Arcebispo      |                |                |                |                |                |
| Classe 3-2       |                  |                |                |                   |                   |                 |                 |                |                |                |                |                |                |                |                |                |
| Guardião Real    | Guardião Real    | Feiticeiro     | Feiticeiro     | Trovador          | Musa              | Bioquímico      | Bioquímico      | Renegado       | Renegado       | Shura          | Shura          |                |                |                |                |                |

| Classe Especial               | Classe Especial | Classe Especial | Classe Especial | Classe Especial | Classe Especial | Classe Especial | Classe Especial | Classe Especial | Classe Especial | Classe Especial | Classe Especial | Classe Especial | Classe Especial | Classe Especial | Classe Especial | Classe Especial |
| ----------------------------- | --------------- | --------------- | --------------- | --------------- | --------------- | --------------- | --------------- | --------------- | --------------- | --------------- | --------------- | --------------- | --------------- | --------------- | --------------- | --------------- |
| Super Aprendiz                |                 |                 |                 |                 |                 |                 |                 |                 |                 |                 |                 |                 |                 |                 |                 |                 |
| Evolução dos Super Aprendizes |                 |                 |                 |                 |                 |                 |                 |                 |                 |                 |                 |                 |                 |                 |                 |                 |
| Super Aprendiz Expandido      |                 |                 |                 |                 |                 |                 |                 |                 |                 |                 |                 |                 |                 |                 |                 |                 |

| Classe Expandidas                        | Classe Expandidas | Classe Expandidas | Classe Expandidas | Classe Expandidas | Classe Expandidas | Classe Expandidas | Classe Expandidas   | Classe Expandidas   | Classe Expandidas | Classe Expandidas | Classe Expandidas | Classe Expandidas | Classe Expandidas | Classe Expandidas | Classe Expandidas | Classe Expandidas |
| ---------------------------------------- | ----------------- | ----------------- | ----------------- | ----------------- | ----------------- | ----------------- | ------------------- | ------------------- | ----------------- | ----------------- | ----------------- | ----------------- | ----------------- | ----------------- | ----------------- | ----------------- |
| Justiceiro                               | Justiceiro        | Justiceiro        | Justiceiro        | Justiceiro        | Justiceiro        | Justiceiro        | Ninja               | Ninja               | Ninja             | Ninja             | Ninja             | Ninja             | Ninja             |                   |                   |                   |
| Classes 2-1 e 2-2 das Classes Expandidas |                   |                   |                   |                   |                   |                   |                     |                     |                   |                   |                   |                   |                   |                   |                   |                   |
| Rebelde                                  | Rebelde           | Rebelde           | Rebelde           | Rebelde           | Rebelde           | Rebelde           | Kagerou (Masculino) | Kagerou (Masculino) | Oboro (Feminino)  | Oboro (Feminino)  |                   |                   |                   |                   |                   |                   |

Todo jogador começa como Aprendiz. Após atingir o nível 10 de classe, o Aprendiz poderá mudar para uma das classes iniciais ou ainda se tornar um Super Aprendiz após o nível 45 de base.
Ao nível 40 de classe (podendo chegar até o 50), o personagem de classe inicial poderá ter uma segunda classe. Após atingir o nível 99 de base e 50 de classe dessa segunda classe, o personagem pode optar para renascer, e se tornar uma Transclasse. Voltará ao nível 1/1 agora como aprendiz "T"("T" do significado "Transcendental"), e deverá refazer todo percurso de antes. Na Renovação, é possível uma classe 2-1 ou 2-2 virar 3-1 ou 3-2, mas é garantido benefícios e skills exclusivas fazendo o caminho mais longo, virando transcendental e depois uma terceira classe.
As classes expandidas Justiceiro e Ninja, tal como as classes Taekwon e Super Aprendiz, não podem transcender, ou seja, não podem ser superiores a sua classe. Porém, eles possuem evoluções especiais para que possam se equiparar as demais classes do jogo.

### Sistema de habilidades
As habilidades de um personagem variam de classe para classe. São divididas em duas categorias: Passivas e Ativas sendo esse último dividido em duas subcategorias: Ofensivas e Suportes. As habilidades são divididas em vários níveis, que podem ser aumentados com o ganho de pontos ao subir o nível de classe. A habilidade só poderá ser usada após a inserção de pontos na mesma. Algumas habilidades necessitam de um determinado nível de outras para serem habilitadas.
Existem também habilidades fixas que podem ser adquiridas através de quests, e outras utilizando certos equipamentos, cartas, e itens consumíveis.

### Equipamentos
Os equipamentos são divididos em dez categorias: cabeça (baixo, médio e alto), corpo, capa, mão esquerda, mão direita, sapatos, acessório esquerdo e acessório direito. E servem para aumentar os atributos de um personagem. Alguns equipamentos podem possuir um ou mais espaços que podem ser preenchidos com cartas que dão poderes especiais adicionais aos equipamentos. Alguns equipamentos também "combam" com outros, trazendo mais benefícios a determinado personagem.

### Monstros
São NPCs que agem sob inteligência artificial, e são encontrados nos mais variados mapas do jogo. Podem, ou não, se locomover, assim como podem atacar o jogador sem que o mesmo o tenha provocado. Possuem também a capacidade de usar skills (Habilidades), e são divididos por várias raças, formas e níveis.
Existem também, em alguns mapas, os "chefes" popularmente chamados de "boss" ou "MVP". Os monstros desse tipo são mais fortes e qualquer jogador pode atacá-lo. Quando o mesmo é derrotado, os prêmios pela conquista são distribuídos aos jogadores que infligiram maior índice de dano sobre ele. Geralmente, esses chefes vem acompanhados por outros monstros.

### Sistema de cartas
Em Ragnarok Online, quase todos os monstros podem oferecer cartas - com sua respectiva imagem nela. O uso das cartas é restrito a ser preenchido nos equipamentos com espaço para fixá-la. Cartas adicionadas nos equipamentos ganham diversos bônus, como mudar a propriedade elemental do jogador, de seu ataque físico ou conceder habilidades exclusivas de outras classes à qualquer uma (embora com um nível inferior do máximo). Também existem combos de cartas, que dão um certos bônus. A chance de obtê-las é baixo, sendo um item raro.

### Atributos
Ao passar um nível de base, o jogador recebe pontos para serem distribuídos livremente entre seus atributos. Quanto mais pontos forem investidos em determinado atributo, mais pontos serão necessários para que se possa elevar o mesmo. Atributos influenciam diretamente no desempenho do personagem, e uma vez aumentados, não podem ser diminuídos novamente, até que o personagem vire uma transclasse, quando seus atributos são automaticamente "resetados". O limite para colocar é 120, além dos bônus dos equipamentos, contados separadamente.

### Grupos
São equipes que podem ser criadas e desfeitas a qualquer hora, desde que o personagem tenha as habilidades necessárias. Possuem o limite de 12 membros. Os membros de uma party podem dividir itens e EXP entre eles (desde que a diferença entre níveis dos mesmos não ultrapasse 15), assim como podem ver quantidade de HP de seus aliados. O "líder" da Party é o único que possui o direito de convidar, transferir a liderança, expulsar membros e configurar a party, como drops divididos entre os membros. Personagens não podem participar de mais de um grupo ao mesmo tempo, e os personagens de uma mesma conta não podem participar da mesma party.

### Guildas
Com o uso de um item especial chamado "Emperium" Comprado por Cash (ROP's) ou adquirido por monstros chefes (MVP), um jogador pode criar, através de um comando, uma "guilda". Pode-se escolher um nome - que não poderá ser mudado posteriormente - e um emblema (feito pelos próprios jogadores ou encontrado em sites), que pode ser mudado a qualquer hora. O criador da guild é chamado de "Guildmaster", e pode recrutar mais membros para a mesma. O Guildmaster pode dar diferentes autorizações para os membros, como recrutar, ou expulsar os demais jogadores. Existe também hierarquias, que podem ser modificadas.
Guildas também possuem diferentes habilidades, que são ganhas ao subir de níveis, com o recebimento de EXP doado pelos membros. Somente o Guildmaster pode usar essas habilidades. Algumas como "Seal of Aproval", permite que a Guild possa conquistar um castelo na "War of Emperium". Um Guildmaster também pode configurar quais Guilds são suas aliadas ou inimigas.

### Player versus Player (PvP)
É uma modalidade de jogo no qual personagens de nível maior que 31 podem batalhar contra outros. Ocorrem em "réplicas" de algumas cidades (não possuindo NPCs ou portais), e pode ser jogado de duas formas: na primeira (YoYo), personagens não são penalizados ao morrerem; enquanto na segunda (Nightmare), há uma chance de que os equipamentos do personagem derrotado sejam derrubados. Em alguns servidores ou determinados eventos, é possível que áreas normais tenham o PvP habilitado.

## Sistema deSieges
War of Emperium (WoE, Guerra do Emperium), é um evento que ocorre duas vezes na semana dentro do jogo. Só pode ser praticada por clãs com a habilidade "Autorização Oficial". Possui duas horas de duração, e tem como objetivo conquistar um ou mais dos 30 castelos do jogo, distribuídos em 6 feudos: Feudo das Valquírias (Prontera), Bosque Celestial (Payon), Feudo de Luina (Al de Baran), Feudo de Britoniah (Geffen), Feudo de Nithafjoll (Juno) e Feudo de Valfreyja (Veins). Estes clãs podem defender ou atacar um castelo, podendo adotar diversas estratégias. Para se conquistar um castelo, deve-se chegar à sala do "Emperium" e destruí-lo. O Emperium nada mais é do que uma pedra dourada, que representa o 'coração' da fortaleza da guild dominante. Uma vez destruído, todas as pessoas que não são do clã e suas alianças são movidas para fora do castelo para que a guild possa armar sua defesa.
Ao investir dinheiro no castelo, o líder da guild pode receber itens raros. Os membros dessa mesma guilda também poderão ter acesso a Guild Dungeon (GD) - uma área especial para guilds com um ou mais castelos em posse. A Guild Dungeon possui diversos monstros que garantirão a EXP dos membros da guilda. Cada feudo possui uma Guild Dungeon diferente, e todas as guilds que dominaram um castelo em um determinado feudo podem acessar a GD do mesmo, onde o sistema PvP é liberado.
Também existem os chamados Itens Divinos, equipamentos que dão atributos anormais comparados com outros equipamentos e são bastante cobiçados pelos players, divididos em 1.0 e 2.0. O primeiro exige que players comuns façam uma missão de selos. Cada selo, quando completado por 100 players, permite a criação do mesmo, com os itens, na maioria obtidos pelos baús do castelo. Os Itens Divinos 2.0 começam com uma missão com um grupo do clã. Esse clã deverá se submeter a vários desafios da missão em 1 hora e depois lutar contra uma Valquíria. Depois de se provar de poder carregar o Item Divino, deverá ter os itens para produzi-lo, obtidos nos baús.

### Guerra do Emperium 1.0
Este primeiro estilo de WoE é caracterizado pelos vários portais para chegar até a sala onde está o emperium. Normalmente, a guild dominante faz o chamado "pré-cast", magias soltas no portal, aumentando a dificuldade de serem atacados. Os seus feudos são: Feudo das Valquírias, Bosque Celestial, Feudo de Luina e o Feudo de Britoniah, totalizando 20 castelos.

### Guerra do Emperium 2.0
Esta modalidade de WoE é caracterizada pela falta de portais e portanto, "pré-cast". Os castelos também possuem mais proteções. Existem duas runas e 4 barricadas, sendo 1 das barricadas, sustentada pelas runas e é indestrutível, sendo apenas derrubando as runas para destruir as 3 barricadas em um caminho longo. Além disso, enquanto existir as runas, haverá um sistema automático que criará guardiões poderosos para ajudar na defesa. Os seus feudos são: Feudo de Nithafjoll e Feudo de Valfreyja, que dão num total de 10 castelos.

## Renovação
Em 23 de Julho de 2010, a Level Up! lançou as inscrições para a Renovação (Renewal) Closed Beta, que seria um período de testes fechado, com 500 jogadores, onde irão experimentar a nova interface do jogo, as classes 3-1/3-2 e outras novidades.
O Episódio Renovação também trará uma mecânica totalmente nova, para tentar se comparar a outros títulos de MMORPGs atuais.
Em 14 de Fevereiro de 2011, a Level Up! anunciou a implementação do Episódio, que durou 4 dias. Em 18 de Fevereiro de 2011, os servidores brasileiros já estavam liberados para acesso.
A Renovação trouxe várias novidades, incluindo:
- 13 Classes Novas, As Classes 3, evolução das Classe 2. Um personagem pode virar Classe 3 com nível 99 de base e 50 de classe, sendo classe 2 ou transclasse. É prometido vantagens aos que fazerem o percurso mais demorado, de transclasse para classe 3..
- Nível Máximo aumentou para 150.
- É necessário agora menos experiência para evoluir.
- Novas fórmulas de Defesa, Defesa Mágica, Ataque Físico e Mágico.
- Armas, Armaduras e Chapéus exclusivos para as novas classes.
- 11 Novas Cartas de Monstros.

Entre outros.

### Modelos de Renovação
Existem dois modelos da Renovação, o Coreano e o Japonês. O Coreano em si traz todas as novidades da Renovação. Já o Japonês modificou alguns aspectos do modelo coreano, como a Experiência. Diferente do Coreano, onde a necessidade de obter uma grande quantidade de Experiência diminuiu, o modelo Japonês não modificou essa parte da Experiência.
No Brasil, o modelo que é seguido será o Coreano.

## Geografia de Ragnarök Online
O jogo se passa em continente chamado Midgard. Este continente é dividido por três reinos: Ao sul, Rune-Midgard, o polo militar; composto pela capital Prontera, sua cidade-satélite Izlude, Geffen, Morroc, Payon, Alberta, Comodo, Lutie e Umbala. Ao norte fica localizado a República de Schwarzwald; o polo tecnológico do continente, composto por Yuno (a capital), Al de Baran, Einbroch, Einbech (cidade satélite), Lighthalzen e Hugel. Ao oeste fica localizado a Nação de Arunafeltz, um grande polo religioso; composto por Rachel (capital), Veins, e Ilha Esquecida. Existem também algumas cidadelas baseadas no antigo oriente, que não pertencem a nenhuma nação, e fazem parte do "Global Project": Amatsu, Kunlun, Louyang, Ayothaya, Moscovia e Brasilis e agora a nova cidade Dewata.

## Servidores
Ragnarok Online é distribuído oficialmente na Coreia do Sul, Estados Unidos, Canadá, Japão, República Popular da China, Taiwan, Hong Kong, Indonésia, Filipinas, Brasil, Malásia, Singapura, Rússia, Índia, Alemanha, Itália, Áustria, Turquia, Reino Unido, Suíça, França e Vietnã; com respectivos servidores para cada região.

### Servidores privados
Existem ainda inúmeros servidores privados (também chamados de private servers ou "servidores piratas"), que geralmente oferecem itens customizados e outros elementos de diferenciação em relação aos servidores oficiais. Em parte, são servidores gratuitos, mas muitos possuem o sistema de "doações", no qual o jogador recebe recursos extras em troca de dinheiro real.
A execução de servidores privados, uma vez que utilizam emuladores de código livre (como eAthena e o brasileiro Cronus-Emulator) não são ilegais perante a lei brasileira (que não restringe a criação de produtos através de engenharia reversa). A ilegalidade na execução destes tipos de servidores dar-se-á mediante a utilização da marca registrada Ragnarök (de propriedade da Gravity Corporation) e, principalmente, na utilização do programa e dos gráficos deste mesmo jogo, que são de propriedade da Level Up! Interactive S/A em território brasileiro.
Antigamente, muitos jogadores procuravam os servidores privados por que a Level Up! cobrava uma taxa mensal, ou porque estes ofereciam algumas customizações às vezes interessantes. Porém, esta situação - embora fosse esperado o contrário - foi agravada com a criação do servidor Thor, da Level Up!. Os jogadores culpam-na de ter tirado parte da diversão do jogo - que era a de obter itens e zenys (moeda do jogo) com quests e monstros -, ao criar os ROPs, que podem ser comprados com dinheiro real e podem ser trocados por itens dentro do jogo, dando vantagem aos mais afortunados.

## Spin-offs
- Kafra Quest (Junho de 2002)[6]
- Merchant (Dezembro de 2004)[7]
- Thief (1 de abril de 2005)[8]
- Swordsman (1 de julho de 2005)[9]
- Acolyte (26 de agosto de 2005)[10]
- Mage (25 de outubro de 2005)[11]
- Archer (27 de outubro de 2005)[12]

### Ragnarök Battle OFFline (RBO)
Jogo para PC no estilo Beat 'em up, lançado em 2004 e desenvolvido pela empresa amadora japonesa FrenchBread, e mais tarde distribuída pela Gravity Corp.. O jogo possui várias expansões lançadas posteriormente, que acrescentam novos estágios ao mesmo.

### Ragnarok Tactics Ragnarök Online
Outro jogo da série mobile, porém no gênero RPG/Tactics e com gráficos em 3D. Lançado em 1 de novembro de 2005, o jogador Fatal Error (EX: GM Kaheny) participou da produção do game após ganhar um concurso via website.

### Ragnarök the Animation
Série de anime televisiva baseada em Ragnarök Online.

### Ragnarök TCG
Card Game para PC jogado de forma Online, desenvolvido pela empresa japonesa Netmarble e publicado pela Gravity em 7 de Outubro de 2005.

### Ragnarök the Animation: Typing Battle
Jogo eletrônico para PC do gênero Typing Game, desenvolvido pela empresa japonesa FrontierGroup, e lançado em 25 de Fevereiro de 2005, apenas no Japão. O jogo é baseado na série de animação, e possui uma sequência: Ragnarok the Animation: Typing Battle 2, lançado em 24 de Junho de 2005.

### Ragnarok Online II: The Legend of the Second
Sequência direta de Ragnarok Online.

### Ragnarök Online DS
RPG de ação desenvolvido pela empresa japonesa GungHO para plataforma Nintendo DS, lançado em 18 de dezembro de 2008.

### Ragnarok Mobile: Eternal Love
Recriação para smartphones do Ragnarök Online, é um MMORPG lançado em 2017 na China, Taiwan, Hong Kong e Macau, em 2018, na Coreia do Sul e no Sudoeste Asiático, em 9 de janeiro de 2019, nas Américas e no Japão, em 16 de outubro de 2019 na europa.